# Leistungssport

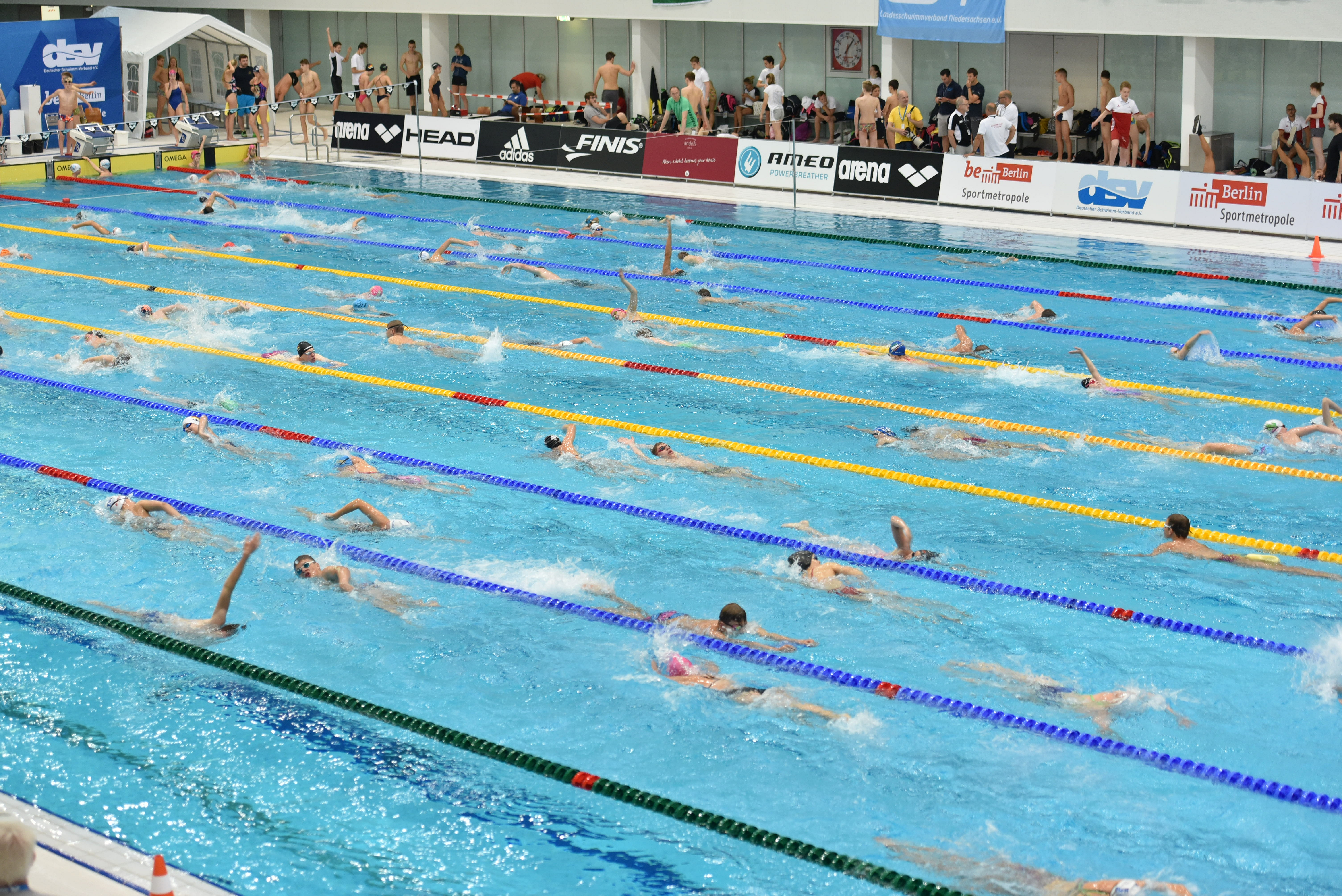
Einschwimmen während der Deutschen Jahrgangsmeisterschaften in Berlin

Unter Leistungssport versteht man das intensive Ausüben einer Sportart mit dem Ziel, eine möglichst hohe Leistung zu erreichen. Andere Aspekte des Sports wie die Gesundheitsförderung oder Sport als Freizeitgestaltung treten damit in den Hintergrund. Umgangssprachlich wird Leistungssport auch als Spitzensport bezeichnet.

## Leistungssport – Hochleistungssport
Umgangssprachlich wird der Begriff Leistungssport oft mit Hochleistungssport (auch Spitzensport) gleichgesetzt. Wissenschaftlich versteht man unter Hochleistungssport jedoch Leistungssport, der mit dem ausdrücklichen Ziel betrieben wird, Spitzenleistungen im internationalen Maßstab zu erzielen. Die Ausübung des Hochleistungssports erfolgt in der Regel in einem von nationalen und internationalen Sportverbänden organisierten und strukturierten Wettkampfsystem. An der Spitze dieses Wettkampfsystems stehen Weltmeisterschaften und Weltcup-Serien sowie in vielen Sportarten die Olympischen Spiele.
Man kann nahezu alle Sportarten als Leistungssport betreiben. Unterschiedliche Auffassungen gibt es zur Einordnung einzelner Aktivitäten wie Schach, E-Sport oder Angeln, ob sie als Sport bezeichnet werden können. Die Einschätzung ist abhängig von der Definition. Folgt man beispielsweise dem Gedanken, dass körperliche Anstrengung zu den notwendigen Merkmalen des Sports gehöre, kann selbst intensiv betriebenes Angeln oder Schachspiel nicht als sportliche Aktivität gezählt werden, auch wenn diese Form der sportlichen Betätigung einen ähnlichen Zeitaufwand erfordert. Gleichzeitig sind diese Aktivitäten jedoch organisiert wie sportliche Aktivitäten, so werden Wettkämpfe, Ligen und Turniere angeboten.
Der Gedanke der körperlichen Anstrengung und Formung des Körpers war tragend für den inzwischen veralteten Begriff der „Körperkultur“.

## Profisport
Die wirtschaftliche Bedeutung des Leistungssports hat durch den Übergang vieler Sportarten zum Profisport sowie die intensive Vermarktung von Sport und Sportlern weiter zugenommen. Dabei geht die Vermarktung über die Nutzung des Sportlers als Werbeträger und die Verwendung des Sports als ästhetische Vorlage weit hinaus: Sportler, die über einen längeren Zeitraum in ihrer Sportart zur Leistungsspitze gehören, werden so aufgebaut, dass ihre Rolle als vorbildhafte Persönlichkeit ihre Werbewirksamkeit noch weiter erhöht. Oft werden sie auch als Repräsentanten der Sponsoren sowohl außerhalb des Wettkampfes als auch über ihre aktive Laufbahn hinaus tätig. Diese wachsende wirtschaftliche Bedeutung des Sports wirkt sich auf die gesamte Organisation des heutigen Sport- und Wettkampfsystems aus.

## Leistungsaufbau und Sportkarriere

### Allgemeines
Es gibt im Leistungssport wichtige Punkte zu beachten, die bei allen Sportarten gleich sind und für alle Altersklassen gelten, wenn ein optimaler Trainingseffekt erreicht werden soll:
- Die Ernährung erfolgt ausgewogen, nährstoffreich und dem Training gemäß gestaltet. Je nach Trainingsziel: Aufbau von Muskulatur, Superkompensation, unmittelbare Wettkampfvorbereitung usw. ist die Zusammensetzung variabel. (Siehe Sporternährung.)
- Regelmäßiges und häufiges Training, etwa 5–14 Einheiten pro Woche, und meist von einem Trainer geplant und überwacht.
- Das langfristige Training wird sowohl in Mehrjahreszyklen, als auch in Perioden während des Trainingsjahres geplant, um eine möglichst hohe Leistung langfristig sicherzustellen.[1]
- Regelmäßige Trainingskontrollen in Form von (standardisierten) Leistungstests oder Testwettkämpfen ermöglichen eine Überprüfung der Wirksamkeit und Effizienz des Trainings.

### Jugendbereich
Im Jugendbereich beginnt Leistungssport in vielen Sportarten (Ausnahmen z. B. Schwimmen, Eiskunstlauf und Turnen mit z. T. 6 Jahren) ab etwa 12 Jahren, gemäß der körperlichen Entwicklung und der Gesundheit. Um letztere zu gewährleisten, verpflichten die meisten Vereine die Jugendlichen zu regelmäßigen sportmedizinischen Untersuchungen. Leistungssport wird von einem geringen Teil der jugendlichen Sportler betrieben. Mit Sportinternaten, Sportgymnasien, oder der Eliteschule des Sports unter der Führung des Deutschen Olympischen Sportbundes DOSB und der Stiftung Deutsche Sporthilfe, in Zusammenarbeit mit den Olympiastützpunkten werden Eliten gefördert, in Vereinen auch durch Hausaufgabenbetreuung. Die für dieses Auswahltraining nominierten Leistungssportler werden als Kader bezeichnet.

### Erwachsenenbereich
Nach Beendigung der Schulzeit und der Ausbildung bzw. Studium wird Leistungssport in der Regel nur noch im Profibereich betrieben, wo auch die materielle Unterstützung gewährleistet werden kann. Die Bundeswehr bietet angehenden Profis oder Sportlern in bestimmten Randsportarten bezahlte Sportfördergruppen in Kombinationen von Trainings- und Ausbildungsmöglichkeiten. Annähernd 50 % der Olympiamannschaften bei den Sommerspielen sind Studierende.

### Nach der aktiven Zeit
Einige professionelle Sportler schließen an die Zeit als aktiver Sportler eine Karriere als Trainer oder Sportfunktionär an. Andere bereiten sich frühzeitig auf eine Karriere außerhalb des Sports vor.

## Training

### Professionelle Betreuung
Im Leistungssport wird das Training von einem gut ausgebildeten Trainer überwacht und kontrolliert. Daneben werden – insbesondere bei Hochleistungssportlern – weitere Berater (Coaches) und medizinische Betreuer eingesetzt. Trainer, die oft auch als Coach bezeichnet werden, verfügen unter anderem über:
- Kenntnis der geeigneten Trainingsmittel
- Kenntnis der wichtigsten sportwissenschaftlichen Erkenntnisse über die richtige Dosierung und Planung des Trainings
- genaue Kenntnis der Bewegungsabläufe und häufiger Fehler im Bewegungsablauf, um diese auszuschließen
- Kenntnis des systematischen Aufbaus des Trainings
- Grundkenntnisse der Ernährungslehre
- Kenntnisse altersbedingter Einschränkungen

### Psychologische Betreuung
Die Sportpsychologie erfasst menschliches Verhalten, Handeln und Erleben von Personen im Praxisfeld Sport und strebt, den künftigen Verlauf vorherzusagen und in ethisch vertretbarer Weise zu beeinflussen. Spitzenathleten sehen sich vor Wettkämpfen einem hohen psychischen Druck ausgesetzt, so dass sie häufig sportpsychologisch betreut werden.

## Leistungsbeurteilung im Wettkampf
Hinsichtlich der Leistungsbewertung gibt es Sportarten, die mehr oder ausschließlich auf quantifizierbaren (messbaren, physikalischen) Leistungsbeurteilungen beruhen, also resultatorientiert (Leichtathletik, Schwimmen) sind und solche die mehr als verlaufsorientierte Sportarten (Turnen, Eiskunstlauf) gelten. Letztere, nichtquantifizierbare Sportarten, beinhalten oft das Problem eines subjektiven Ermessens bei den Juroren oder Wertungsrichtern.
Obwohl es in fast allen jenen Sportarten ein Bestreben zur Optimierung und Standardisierung in den Bewertungssystemen für die einzelnen Wettkämpfe gibt, unterscheiden sich die Leistungsbeurteilungen grundlegend von denen in den resultatorientierten Sportarten. Ferner gibt es Sportarten mit einer gewissen Schnittmenge beider Beurteilungsformen.

### Kommunikation
Der Leistungssport hat seine eigene Kommunikationsstruktur, die sich eher den Zielen der Leistungssteigerung im Sinne des olympischen Mottos Citius, altius, fortius verpflichtet fühlt und substanzielle Kritik an der Leistungssteigerung ausblendet. Die Zeitschrift Leistungssport des DOSB steht beispielhaft für diese Entwicklung. In der DDR wurde die Zeitschrift Theorie und Praxis des Leistungssports herausgegeben, die die Trainingswissenschaft als eine Art Geheimwissenschaft förderte, da praxisrelevante Forschungsergebnisse vor der Öffentlichkeit geheim gehalten wurden. Die philosophischen Grundlagen werden am ehesten durch Hans Lenk wiedergegeben. Ob der Leistungssport im Sinne Luhmanns allein nach dem Code von Sieg/Niederlage funktioniert, ist dabei umstritten, da für leistungssportlich/ökonomisch verwertbare Erfolge in vielen Sportarten nicht der Sieg, sondern das konstante Beherrschen der Sportart bzw. -disziplin erforderlich sind.

## Vorteile des Leistungssports
Förderung von Kompetenzen durch Leistungssport:
- Fähigkeit, sich Ziele zu setzen und diese mittels Entwicklung eines Planes zu erreichen
- Glaube an eigenen Erfolg
- Konzentration auf gegenwärtige Aufgabe
- Hohe Belastbarkeit
- Zielstrebigkeit, Entschlossenheit
- Kommunikationsfähigkeiten
- Übernahme von Verantwortung für eigenes Handeln
- Selbsteinschätzung, Lernfähigkeit, Selbstbeherrschung

Beruflicher Erfolg:
- positiver Einfluss des Leistungssports auf den beruflichen Erfolg der ehemaligen Athleten (ca. 600-900 Euro mehr)
- Teamsportler verdienen im Durchschnitt 50–100 Euro mehr
- Sportlerinnen verdienen weniger als Sportler aber gleich viel wie männliche Nichtsportler
- Vermutete Gründe sind Ausdauer und Leistungsbereitschaft

## Nachteile des Leistungssports

### Psychische Erkrankungen
Psychische Erkrankungen wie Depressionen, Angststörungen und Essstörungen, deren Ursachen sowohl durch Leistungs- und Wettkampfdruck, als auch durch zu hohe Trainingsintensitäten ausgelöst werden können. Weitere Ursachen können auch unklare Karriereperspektiven so wie eine allgemeine oder spezielle Karriereunzufriedenheit sein.

### Essstörungen
Gestörtes Essverhalten und Essstörungen sind eine der häufigsten psychischen Erkrankungen und Probleme im Leistungssport:
- Geschlechterunterschied in der Prävalenz: 45 % bei Leistungssportlerinnen, 19 % bei Leistungssportlern
- Kontinuum gestörten Essverhaltens
- Spezifische Essstörungen im Sport sind Anorexia athletica, Exercise-Bulimie und Muskeldysmorphie

### Zyklus- und Hormonstörungen
Bei Athletinnen-Trias (Symptomkomplex aus Essstörung, d. h. niedriger Nahrungsaufnahme, Zyklusstörungen und Osteoporose) kann es zu folgenden Zyklus- und Hormonstörungen kommen:
- erhöhtes Risiko v. a. in gewichtsassoziierten, ästhetischen Sportarten (z. B. Ballett, Kunstturnen, Eiskunstlauf) und Ausdauersportarten (z. B. Langstreckenlauf, Marathon)
- Körperfettspeicher als entscheidende Östrogenproduzenten
- Folge von niedrigen Fettdepots und niedrigen Östrogenwerden: erhöhtes Osteoporoserisiko

#### Verspäteter Menarchenbeginn
- v. a. in gewichtsassoziierten, ästhetischen Sportarten + Ausdauersportarten
- Keine signifikanten Verzögerungen bei Sportarten wie Handball, Volleyball, Schwimmen

### Wachstum (Störungen)
- Wachstumsstörungen und verzögerte Pubertätsentwicklung
- Ursachen: intensive Trainingsumfänge bereits vor und während der Pubertät
- Beispiel Kunstturnen: Trainingsbelastung ø 25-40 h in der Woche
- Geschlechterunterschied: Knochenalter bei Turnerinnen bis zu 1,5 Jahren retardiert, bei Turnern altersentsprechend
- Mädchen: keine Pubertätszeichen im Alter von 13 Jahren oder keine Menarche im Alter von 16 Jahren
- Jungen: keine Pubertätszeichen im Alter von 14 Jahren

### Einfluss auf die Lebensqualität im Alter
- Schlechtere Werte der Leistungssportler bei psychischen Funktionsfähigkeit, Depression, Müdigkeit, Schlafstörungen und Schmerzbewältigung
- Freizeitsportler (3-mal die Woche) besser als die Norm und somit der Leistungssportler
- Frühe Verletzungen der Leistungssportler schränkt diese mit zunehmendem Alter mehr ein

### Risiken

#### Kinder im Leistungssport
Körperliche und auch seelische Entwicklungsschäden sind bekannte Risiken, wenn Kinder zu früh in den Leistungssport einsteigen. In diversen Sportarten, etwa dem Kunst- und Gerätturnen, werden Talente häufig bereits im Kindergartenalter mit schwerem Training überfordert. Dem steht allerdings das Konsenspapier der britischen und amerikanischen Sportpädagogen und Kinderärzten gegenüber, die auch im Kindesalter „Krafttraining“ mit freien Hanteln fordern, da sie in Bewegungsmangel und zu geringer Belastung das viel größere gesundheitliche Risiko sehen.

#### Risiken für den Körper
Durch Leistungssport bedingte körperliche Schäden, die sich unter Umständen erst nach Karriereende bemerkbar machen, können auftreten.
- Durch Übertraining kann die Leistungsfähigkeit sinken.
- Durch falsche Technik oder Bewegungsabläufe können Gelenke, Sehnen oder Muskeln Schaden nehmen (z. B. Tennisarm).
- Unausgewogene (d. h. nicht an das Training angepasste) Ernährung kann zu Mineralstoffmangel (z. B. Eisenmangel) führen.
- Sportverletzungen können zu bleibenden Schäden führen, wie zum Beispiel bei Joachim Deckarm.
- Plötzlicher Herztod beim Sport

Leistungssportler haben ein höheres Risiko für Herzkrankheiten. Häufig werden Analgetika, die zu einer Analgetikanephropathie führen können, zur Erhöhung der Schmerzschwelle eingenommen.
Die Sportmedizin beschreibt viele Krankheiten, die durch übermäßigen Sport verursacht werden, wie zum Beispiel der Tennisellenbogen, das Läufer-, Jumper- bzw. Fußballerknie, der Skidaumen, die Boxernase, das Ringerohr, die chronisch-traumatische Enzephalopathie (auch Dementia pugilistica oder „Boxer-Enzephalopathie“) sowie Ermüdungsfrakturen.

#### Doping
Doping stellt im Leistungssport ein Risiko dar. Unter Doping versteht man die Einnahme von unerlaubten Substanzen oder die Nutzung von unerlaubten Methoden zur Steigerung bzw. zum Erhalt der – meist sportlichen – Leistung.
Doping im Leistungssport wird aus den folgenden Gründen durchgeführt um
1. Misserfolge zu vermeiden
2. die eigenen Körpermöglichkeiten zu steigern und vorhandene Körpergrenzen zu verschieben
3. die Psyche an die leistungssportlichen Erwartungen anzugleichen
4. den Zutritt zum Förderkartell der Vereine, Verbände und Sponsoren herzustellen oder bereits erfolgte Fördermaßnahmen abzusichern
5. die Kontrolldefizite der Sportverbände durch eine Anpassung durch Abweichung zu kompensieren
6. die leistungsindividualistische Sportleridentität zu stabilisieren
7. die ökonomischen Risiken zu reduzieren
8. bereits vollzogene Devianz zu verheimlichen

In Sportarten mit hohem finanziellen Anreiz sind Dopingkontrollen durch die WADA und NADA angeordnet.